# Поштова (станція)
Пошто́ва (до 1952 — Альма; крим. Alma) — проміжна залізнична станція 5-го класу Кримської дирекції Придніпровської залізниці на електрифікованій лінії Джанкой — Севастополь. Розташована в однойменному селищі Бахчисарайського району Автономної Республіки Крим.

## Історія
Станція відкрита у 1875 році під час будівництва Лозово-Севастопольської залізниці під первинною назвою Альма. У 1952 році перейменована на сучасну назву — Поштова.

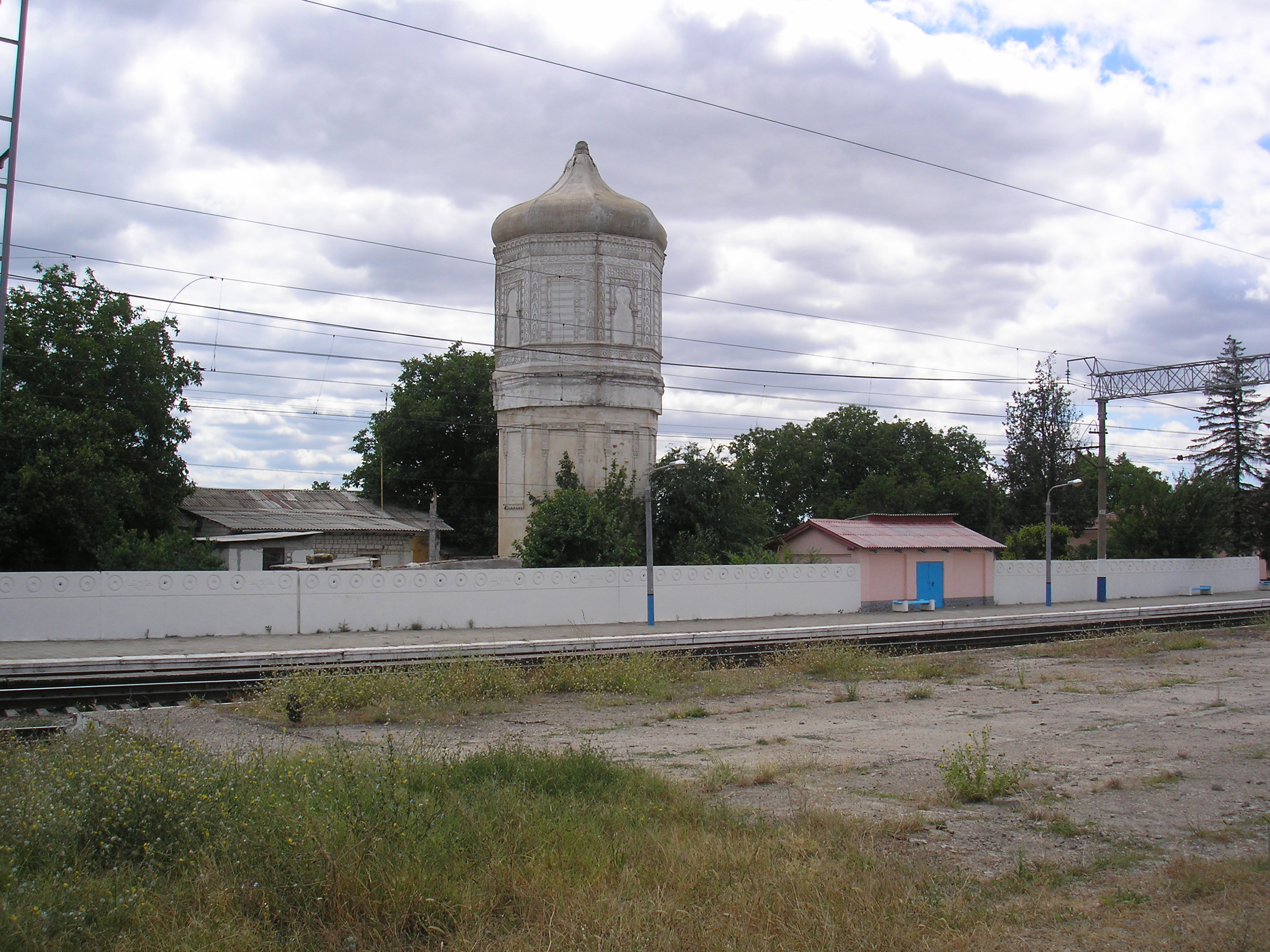
Водонапірна вежа (початок XX століття)

На станції розташована пам'ятка архітектури початку XX століття — водонапірна вежа у східному стилі.
Після окупації Криму Росією у 2014 році фактично контролюється Кримською залізницею.
23 лютого 2023 року, у тимчасово окупованому Криму, поблизу станції Поштова невідомими було пошкоджено частину колій залізничного полотна, що призвело до затримки руху поїздів на ділянці Сімферополь — Севастополь.

## Пасажирське сполучення
На станції зупиняються поїзди приміського сполучення Севастополь — Сімферополь / Євпаторія.